# ۲۳ (پیش از میلاد)
۲۳ (پیش از میلاد) ۲۳مین سال قبل از تقویم میلادی است.